# Фишеров салаш у Руми
Фишеров салаш у Руми је имао намену летњиковца, налази се на путу Рума–Шабац, према Јарку, подигнут је крајем 19. века и има статус споменика културе од великог значаја.

## Положај и изглед
Лоциран у пространом парку са богатим и разноврсним растињем, представља репрезентативан пример објекта на коме је дрво као материјал за градњу дошло до пуног изражаја. После пожара 1966. године зграда је доведена у првобитно стање, добила је тршчани кров и све дрвене делове које је раније имала. Измењена је само мала зграда која се надовезивала на трем. Објекат је правоугаоне основе, чеоним странама окренут у правцу исток-запад. Дуж читаве северне и западне стране протеже се трем са дрвеном оградом и профилисаним стубовима изнад ограде. Преко трема се спушта тршчани кров, а из крова, на северној страни издиже се мањи зид са два прозора поткровља. Јужном фасадом доминира равна зидна површина са три декоративна прозора различитих величина и положаја и улазни трем на који се надовезује декоративна надстрешница, која повезује ову зграду са мањим помоћним објектом. Дрвеним делом надстрешнице, која је дуга око 5 m и покривена трском, и улазног трема потпуно стилски одговарају тремовима северне и западне фасаде.